# 2C-P
2C-P – organiczny związek chemiczny z grupy fenyloetyloamin. Jest to syntetyczny psychodelik zbliżony pod względem dawkowania i efektów do 2C-E, lecz działający dłużej i intensywniej oddziałujący na wrażenia wizualne.

## Działanie
W wypadku spożycia tej substancji przez człowieka, po ok. 1–3 godzinach zaczynają się pojawiać efekty podobne do LSD i nieustannie nasilają się jeszcze przez 2–3 godziny, po czym następuje peak, czyli najmocniejszy moment działania substancji. W wypadku dawek wyższych niż te, opisane przez Alexandra Shulgina (twórcę książek TiHKaL i PIHKaL w których opisuje powstanie i efekty tej i innych substancji), czyli 6-10mg, może nastąpić przytłoczenie, natłok myśli, osoba pod wpływem 2c-p doznaje bardzo szybkiego przelotu dużej ilości rozmaitych przemyśleń z których niektóre mogą być przygnębiające, lub wyciągające na wierzch złe wspomnienia (jest to tzw. Bad Trip), takie zjawiska występują przeważnie gdy osoba doświadczająca, przeżyła w ostatnim okresie coś przykrego (setting) lub miała zły nastrój przed przyjęciem (set) tej fenyloetyloaminy.
– Efekty są ściśle zależne od nastawienia i przeżyć z przeszłości (tzw. set and setting), jednak zazwyczaj po spożyciu środka w ilości 6–10 mg występujące efekty to rozjaśnienie i wyrazistość barw, stymulacja, euforia, słowotok, poczucie zwolnienia czasu, dezorientacja, halucynacje (także tzw. closed-eye visualizations).

## Stan prawny w Polsce
W roku 2015 związek został wpisany na listę substancji psychotropowych w grupie II-P obejmującej substancje o niewielkich zastosowaniach medycznych i o dużym potencjale nadużywania, które mogą być stosowane w celach medycznych, naukowych i przemysłowych.